# Звезда-гигант
Гига́нт — тип звёзд с большим радиусом и высокой светимостью. Обычно звёзды-гиганты имеют радиусы от 10 до 100 солнечных радиусов и светимости от 10 до 1000 светимостей Солнца. Светимость таких звёзд больше, чем у звёзд главной последовательности, но меньше, чем у сверхгигантов, и в Йеркской спектральной классификации такие звёзды имеют спектральные классы II и III.

## Терминология
Термин «звезда-гигант» ввёл датский астроном Эйнар Герцшпрунг в 1906 году, когда обнаружил, что звёзды классов K и M делятся на два класса по светимости: одни значительно ярче Солнца, а другие — значительно тусклее. Тем не менее, звёзды ранних спектральных классов отличаются гораздо слабее, а могут и вообще быть неразличимы, и в таких случаях используется спектральный анализ. Кроме того, термины «белый карлик» и «голубой карлик» вообще не относятся к звёздам главной последовательности, поэтому может возникать путаница. Так, например, звёзды главной последовательности ранних спектральных классов могут называться «белыми гигантами».

## Образование и эволюция
После стадии главной последовательности, когда звезда израсходовала водород в ядре, и некоторого его сжатия, в нём начинается реакция горения гелия. Внешние слои звезды сильно расширяются, и, хотя светимость увеличивается, поток через поверхность звезды уменьшается, и она остывает. Этот процесс, а также дальнейшая судьба звезды, зависит от её массы.

### Звёзды малой массы
Звезды с самой маленькой массой, по разным оценкам, до 0,25-0,35 солнечных масс, никогда не станут гигантами. Такие звёзды полностью конвективны, и поэтому водород расходуется равномерно и продолжает участвовать в реакции до тех пор, пока не израсходуется полностью. Модели показывают, что звезда будет постепенно разогреваться и станет голубым карликом, но гелий в ней не загорится — температура внутри её так и не станет достаточно высокой. После этого звезда превратится в белого карлика, состоящего преимущественно из гелия. Однако, наблюдательных данных, подтверждающих это, нет: срок жизни красных карликов может достигать 10 триллионов лет, в то время как возраст Вселенной — порядка 14 миллиардов лет.

### Звёзды со средней массой

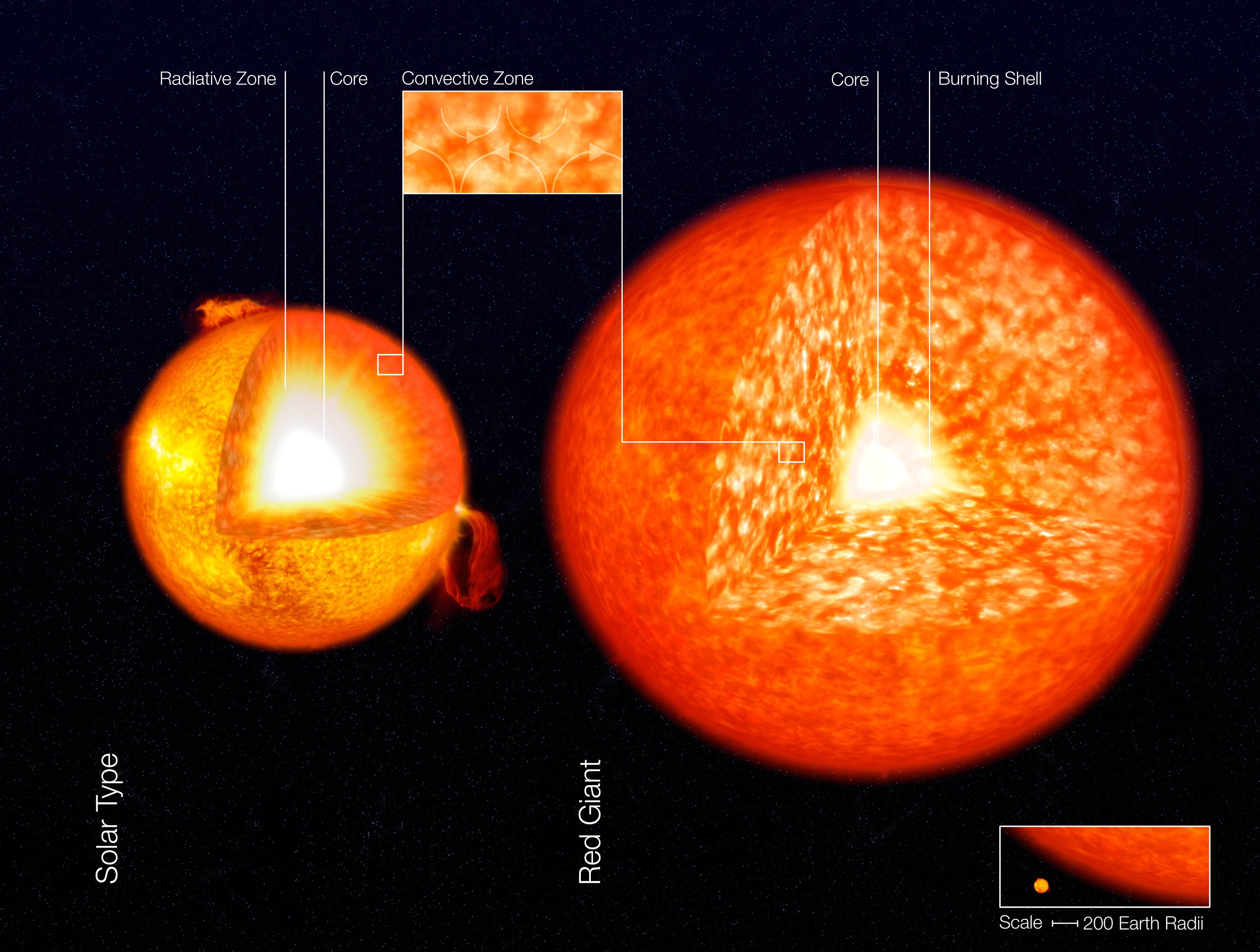
Внутренняя структура подобной Солнцу звезды и красного гиганта.

Если масса звезды превышает этот предел, то она уже не полностью конвективна, и когда звезда потребит весь водород, доступный в её ядре для термоядерных реакций, её ядро начнёт сжиматься. Водород начнёт сгорать уже не в ядре, а вокруг него, из-за чего звезда начнёт расширяться и охлаждаться, и немного увеличит светимость, став субгигантом. Гелиевое ядро будет увеличиваться и в какой-то момент его масса превысит предел Шёнберга — Чандрасекара. Оно быстро сожмётся, и, возможно, станет вырожденным. Внешние слои звезды расширятся, а также начнётся перемешивание вещества, так как конвективная зона тоже увеличится. Так звезда станет красным гигантом.
Если масса звезды не превышает ~0,4 массы Солнца, то гелий в ней так и не загорится, и, когда водород закончится, звезда сбросит оболочку и станет гелиевым белым карликом.
Если же масса звезды больше ~0,4 массы Солнца, то температура в ядре в какой-то момент достигнет 108 K, в ядре произойдет гелиевая вспышка и запустится тройной альфа-процесс. Внутри звезды понизится давление, следовательно, понизится светимость, и звезда перейдёт с ветви красных гигантов на горизонтальную ветвь.
Постепенно в ядре заканчивается и гелий, и в то же время накапливается углерод и кислород. Если масса звезды меньше 8 солнечных, то ядро из углерода и кислорода сожмётся, станет вырожденным, и горение гелия будет происходить вокруг него. Как и в случае с вырождением гелиевого ядра, начнётся перемешивание вещества, которое повлечёт за собой увеличение размеров звезды и рост светимости. Эта стадия называется асимптотической ветвью гигантов, на которой звезда находится лишь около миллиона лет. После этого звезда станет нестабильной, потеряет оболочку и от неё останется углеродно-кислородный белый карлик, окруженный планетарной туманностью.

### Звёзды с большой массой
У звёзд главной последовательности с большими массами (более 8 солнечных масс) после формирования углеродно-кислородного ядра начнёт сгорать углерод в термоядерных реакциях. Кроме того, в таких звёздах стадия горения гелия начинается не в результате гелиевой вспышки, а постепенно.
В звёздах с массами от 8 до 10-12 солнечных впоследствии могут сгорать и более тяжёлые элементы, но до синтеза железа не доходит. Их эволюция, в целом, оказывается такой же, как и у менее массивных звёзд: они также проходят стадии красных гигантов, горизонтальную ветвь и асимптотическую ветвь гигантов, а затем становятся белыми карликами. Они отличаются большей светимостью, а белый карлик, который от них остаётся, состоит из кислорода, неона и магния. В редких случаях происходит взрыв сверхновой.
Звёзды с массой более 10-12 солнечных имеют очень большую светимость, и на этих стадиях эволюции их относят к сверхгигантам, а не к гигантам. Они последовательно синтезируют всё более тяжёлые элементы, доходя до железа. Дальнейший синтез не происходит, так как энергетически невыгоден, и в звезде образуется железное ядро. В некоторый момент ядро становится таким тяжелым, что давление больше не может поддерживать вес звезды и самого себя, и коллапсирует с выделением большого количества энергии. Это наблюдается как взрыв сверхновой, а от звезды остаётся либо нейтронная звезда, либо чёрная дыра.

## Примеры
звёзды-гиганты:
- Альциона А (η Тельца), бело-голубой гигант спектрального класса B7IIIe[16], ярчайшая звезда в рассеянном скоплении Плеяды[17].

- Тубан (α Дракона), белый гигант класса A0III[18].

- σ Октанта, жёлто-белый гигант класса F0III[19].

- Капелла Aa, оранжевый гигант класса K0IIIe, один из компонентов системы Капеллы (α Возничего)[20].

- Поллукс (β Близнецов), оранжевый гигант класса K0III[21].

- Мира (ο Кита), красный гигант класса M[22].
- Хамаль (α Овна), оранжевый гигант класса K2III.